# Rue du Beau-Mur
La rue du Beau-Mur est une artère ancienne de la section de Grivegnée dans la ville belge de Liège , en rive droite de la Dérivation.

## Histoire
Cette voie était la partie sud de la rue Basse-Wez jusqu'en 1891, année où la commune de Grivegnée a décidé du changement de nom. Elle faisait partie de Wez, ancien hameau à l'entrée de Grivegnée, appelé aujourd'hui Grivegnée-Bas. Au même titre que ses voisines Basse et Haute-Wez, la rue du Beau-Mur est une voie ancienne (vraisemblablement antérieure au XVIIIe siècle) reliant le pont d'Amercœur à la localité de Chênée puis remontant la vallée de la Vesdre en direction de Verviers.

## Description
Avec une longueur d'environ 295 m, cette rue plate s'oriente plein nord. Elle relie la rue Haute-Wez à la rue Basse-Wez dans le quartier dit de la Bonne-Femme. Elle compte une soixantaine d'immeubles.

## Toponymie
La rue tire son nom du haut mur ou haute muraille que les moines de l'abbaye des Prémontrés avaient fait ériger en contrebas de la colline de Cornillon pour détourner les eaux de ruissellement qui descendaient du versant occidentale de cette colline.

## Architecture et patrimoine
- L'église Saint-Lambert de Grivegnée.
- L'école communale, bâtiment de style éclectique construit en 1893 d'après les plans de l'architecte Jules Bernimolin [1].

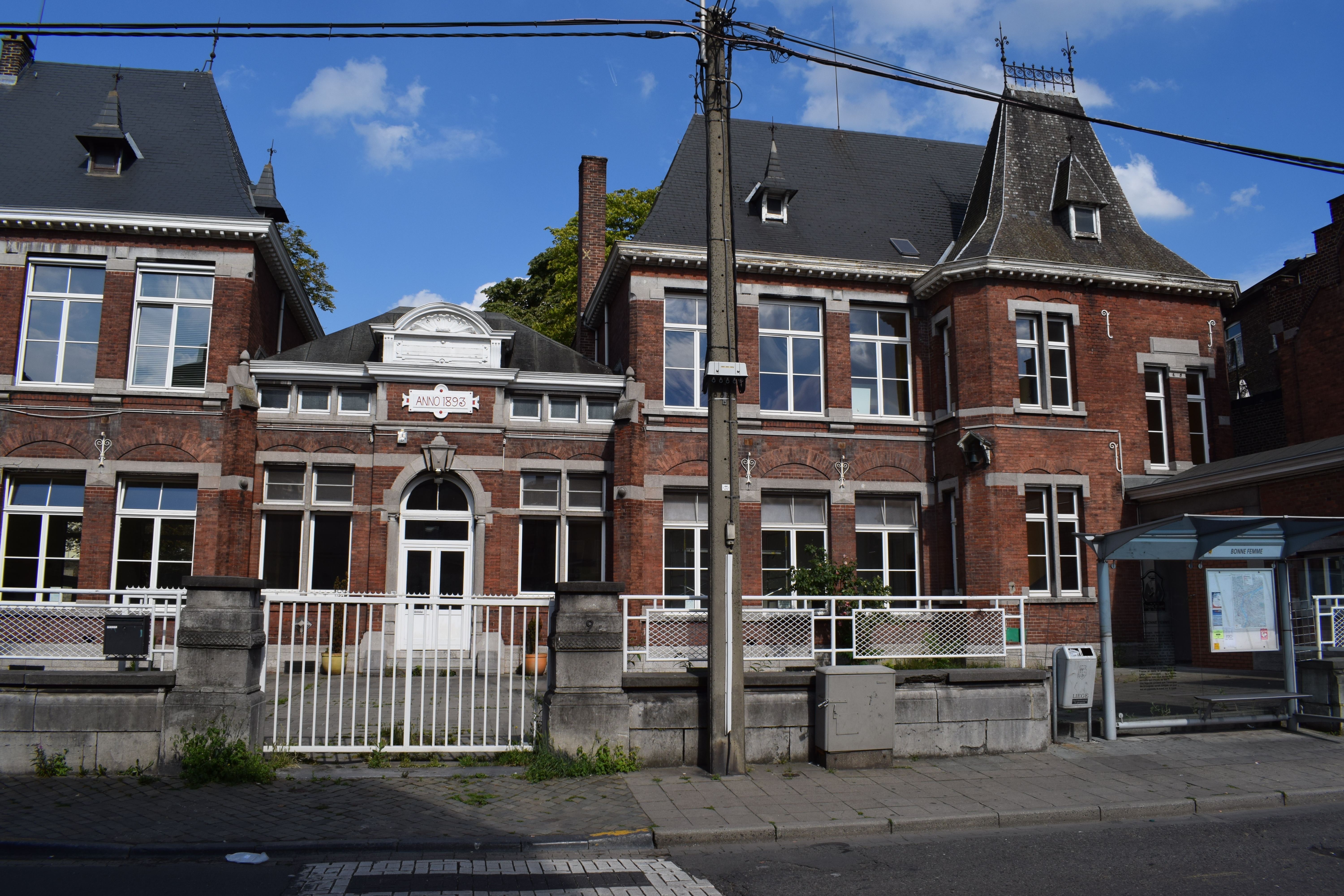
École du Beau-Mur

## Activités
- L'école fondamentale du Beau-Mur située aux nos 9/11.
- Le centre liégeois du Beau-Mur,  lieu pluraliste d’accueil, d’échange et de solidarité, au no 48.
- L'église Saint-Lambert de Grivegnée acquise depuis 2017 par l'Eglise Glorieuse de Jésus-Christ.

## Rues adjacentes
- Rue Haute-Wez
- Rue des Pipiers
- Rue Billy
- Rue Bonne-Femme
- Avenue Francesco Ferrer
- Impasse Demeuse
- Rue des Oblats
- Rue de la Limite
- Rue Basse-Wez

### Source et bibliographie
- Yannik Delairesse et Michel Elsdorf, Le nouveau livre des rues de Liège, Liège, Noir Dessin Production, décembre 2008, 2e éd. (1re éd. 2001), 512 p. (ISBN 978-2-87351-143-2 et 2-87351-143-5, présentation en ligne), page 97
- Marie-L. Goots Bourdouxhe, Les rues de notre quartier